# Dogs (Damien Rice)
Dogs is een nummer van de Ierse singer-songwriter Damien Rice uit 2007. Het is de derde single van zijn tweede studioalbum 9.
"Dogs" is een rustige ballad. In het nummer zingt de ik-figuur over een sociaal afspraakje met een vriend en een vriendin. Terwijl de drie van elkaars gezelschap genieten, voelen de ik-figuur en de andere vriend veel meer voor de vriendin dan alleen vriendschap, maar zij heeft niets door. Vooral in de brug komt naar voren dat de ik-figuur en de vriend tot hun oren verliefd op haar zijn, dat zij hen wild maakt en alles voor de ik-figuur betekent. Op een gegeven moment vertelt de ik-figuur haar zijn gevoelens, waardoor de vriendin geschokt weggaat en de vriendschap tot een abrupt einde komt. In het laatste couplet blijkt dat de (voormalige) vriendin nu troost vindt bij de andere vriend. Of ze een relatie hebben of hecht met elkaar bevriend zijn, wordt niet duidelijk.
Rice speelde in november 2006 bij 3FM akoestisch een aantal nummers van zijn album 9. Deze opnames vond de hij zo mooi dat hij besloot om de nummers te gebruiken op zijn nieuwe single "Dogs", die in drie delen verschijnt. Op elk deel staat de single aangevuld met twee of drie akoestische tracks. Het nummer flopte in het Verenigd Koninkrijk met een 88e positie en behaalde in Rice's thuisland Ierland helemaal geen hitlijst. Nederland was het enige land waar het nummer een hit werd, het bereikte een bescheiden 17e positie in de Nederlandse Top 40.